# 戈兰·什普雷姆
戈兰·什普雷姆（1979年7月6日—），克罗地亚男子手球运动员。他曾代表克罗地亚国家队参加2004年和2008年夏季奥林匹克运动会手球比赛，获得一枚金牌。